# Montaudran
Montaudran est un quartier de Toulouse, situé au sud-est de la ville. Il s'étend entre le quartier du Pont-des-Demoiselles, le quartier de Rangueil et la commune de Saint Orens. Suivant les limites qu'on lui donne, ce quartier compte entre 10 000 et 15 000 habitants. Le quartier est en pleine mutation urbaine ; il se densifie de façon rapide par des projets de ZAC (ZAC Saint Exupéry et ZAC Toulouse Montaudran Aerospace), mais également par la construction de programmes immobiliers plus diffus en lieu et place des maisons individuelles condamnées à se raréfier sur Toulouse. Montaudran  a été rendu célèbre grâce à son aérodrome qui a vu les débuts de l'aéronautique à Toulouse, avec la création d'une aviation militaire en 1917 avec Pierre-Georges Latécoère, puis la création des lignes Latécoère en 1918, et l'essor de la compagnie Aéropostale ; c'était le point de départ des pionniers de l’aéronautique entre 1918 et 1933 pour les premières et les plus longues des lignes aériennes commerciales avec des vols postaux vers l'Afrique (Casablanca, Saint-Louis-du-Sénégal, Dakar), puis vers l'Amérique du Sud (Rio de Janeiro, Buenos Aires et Santiago du Chili.)
Son église, Saint-Étienne de Montaudran, date de près de 820 ans (1199) et comporte trois éléments classés à l'inventaire des monuments historiques.

## Histoire

### Les temps préhistoriques
À l'époque préhistorique, l'Hers se jetait dans la Garonne peu après le pont Saint-Michel actuel. Son cours suivait la rue des Trente-Six-Ponts. Les hauteurs de Montaudran font partie des premiers contreforts du Massif central. La Garonne s'écoule du sud au nord depuis  sa source. Le massif de Pech-David arrête la Garonne et l'oblige à incurver son cours vers le nord-ouest et l'Atlantique. Toulouse a précisément été bâtie à ce coude.

### Consécration de l’église Saint-Étienne de Montaudran en 1199
L'église de Montaudran a été consacrée à saint Étienne le 9 mai 1199, sous Raymond VI, comte de Toulouse, et Philippe-Auguste, roi de France. 

### L'attaque de Toulouse par Simon de Montfort lors de la croisade des Albigeois le 16 juin 1211.
Au cours de la croisade des Albigeois, en 1211, l'armée nordiste, conduite par Simon de Montfort,  a l'intention de passer la rivière au pont Montaudran. Alerté de ce mouvement par un éclaireur, Raymond VI, qui a à ses côtés les comtes de Comminges et de Foix et un fort contingent de routiers navarrais, décide de l'intercepter. Raymond VI et Raymond-Roger de Foix prennent la tête d'un corps de 500 chevaliers, soutenu par une importante infanterie, qui se porte vers Montaudran. Il y arrive avant les croisés et se hâte de détruire le pont. Les croisés se trouvant dans l'impossibilité de passer l'Hers à l'endroit prévu devront rechercher un autre pont plus en aval, au niveau de Lasbordes, pont que les Méridionaux étaient en train de détruire. Au cours du siège de Toulouse qui s'ensuivra, Simon de Montfort ira se recueillir en 1211 dans l'église de Montaudran. Les troupes de Simon de Montfort stationneront sur les coteaux de Jolimont, avant d'être défaites le 27 juin par une charge menée par Hugues d'Alfaro, le chef militaire de Raymond VI.

### La misère auXVIIesiècle
L'église de Montaudran a été agrandie, reconstruite ou rénovée, en style baroque, en 1696. 
Après l'ère glorieuse du pastel, c'est une période tragique pour Toulouse. Tout au long du XVIIe siècle, des épidémies se sont abattues sur la ville, la peste en particulier jusqu'en 1653. Les disettes se succèdent, la dernière a eu lieu en 1693-1694. La ville est en outre assommée d'impôts : la taille a triplé en cinq ans, entre 1690 et 1695, date à laquelle est créé un nouvel impôt, la capitation...
Mais c'est cependant dans la 2e moitié du XVIIe siècle que seront créés le pont Neuf (terminé en 1650), le canal du Midi (terminé en 1681) et la salle des Illustres (1674). D'après le cadastre de 1680, on dénombre à Montaudran 58 parcelles.
Montaudran est une paroisse du gardiage de Toulouse. Elle est peu peuplée : on ne compte que 273 maisons au XVIIIe siècle au sud-est de Toulouse entre Montaudran et Pourvourville.

### La Révolution française
Paroisse sous l'Ancien Régime et déclarée commune en 1790, Montaudran porta le nom de Messidor durant la Révolution puis fut rattachée à Toulouse avant 1794.
Le curé de Montaudran nommé en 1795 s'appelle Jean-Marie Bénaben ; c'est un bernardin (religieux suivant la règle de Bernard de Clairvaux). Il est, comme son archevêque, Étienne-Charles de Loménie de Brienne, partisan des réformes et il salue avec bienveillance la Révolution, prêtant serment à la constitution civile du clergé. Mais, à la suite des excès de la Révolution, lui aussi devient prêtre réfractaire. Il est arrêté le 11 messidor an VII, le 30 juin 1798, chez sa sœur. On trouve sur lui une autorisation signée le 23 janvier 1797 par le vicaire général Dubourg, au nom de l'archevêque de Toulouse François de Fontanges, émigré, pour l'exercice du culte sur les paroisses rurales de « Montaudran, Colomiers et lieux adjacents. »
En pratique, Jean-Marie Bénaben célébrait la messe de façon clandestine dans des granges de toute la région.
Le tribunal s'empresse de rendre sa sentence : « Considérant qu'à la vérité Jean-Marie Bénaben a prêté le serment de la liberté et de l'égalité exigé par la loi de 1792, mais qu'il l'a ensuite rétracté, ainsi qu'il résulte de sa supplique à ses supérieurs ecclésiastiques et de la communion avec l'archevêque Fontanges, émigré, qui lui a conféré des pouvoirs spirituels par l'entremise du contre-révolutionnaire Dubourg, le traduit à l'île d'Oléron pour y être déporté. »
Jean-Marie Bénaben n'est jamais revenu de déportation.

### La bataille du 10 avril 1814 entre les troupes de Soult et les troupes coalisées
La bataille du 10 avril 1814 a opposé les troupes de Soult aux troupes coalisées anglaises, portugaises et espagnoles commandées par Wellington. 
En 1814, les Toulousains ont tour à tour acclamé en février le pape Pie VII qui, libéré par Napoléon, regagne l'Italie et, le mois suivant, le roi d'Espagne Ferdinand VII, lui aussi libéré.
Le dimanche de Pâques 10 avril, Toulouse connaît malheureusement à nouveau la guerre. Les troupes anglo-hispano-portugaises de Wellington ont chassé d'Espagne les troupes françaises du maréchal Jean-de-Dieu Soult. Wellington décide d'attaquer Toulouse où Soult s'est réfugié le 24 mars. Saint-Cyprien, les Ponts-Jumeaux, Jolimont, Matabiau et Montaudran sont le théâtre de violents combats.
Les Écossais attaquent aux Ponts-Jumeaux, les Espagnols à Matabiau et Jolimont, les Anglais à Saint-Cyprien et à Montaudran. Les Anglais, qui ont traversé la Garonne en aval de Toulouse, à Merville, remontent l'Hers rive droite.  Wellington a son quartier général sur les hauteurs de Balma, Soult en face sur les hauteurs du Calvinet. Les Anglais traversent l'Hers au pont de Croix-Daurade et remontent l'Hers rive gauche par le chemin de la Plaine. Ils attaquent les Français par la route de Castres défendue par la redoute de la Sipière, pas loin de l'actuelle école Jean Macé, et commandée par le général Éloi Charlemagne Taupin. Le général Taupin est tué ce jour-là lors d'une charge fougueuse.
Les historiens rapportent aussi le fait d'armes d'un chasseur français du 21e chasseur à cheval, resté un peu en arrière de son peloton. Se voyant rapidement encerclé par les hussards anglais, il s'accule à l'ormeau qui se trouve à l'embranchement du chemin de Montaudran (l'actuelle avenue Jean-Rieux) et de la route de Revel, aujourd'hui place de l'Ormeau. Plutôt que de se rendre, il se défend farouchement ; il a mis à terre 7 ennemis lorsqu'il finit par succomber. Les Anglais sont finalement arrêtés alors qu'ils remontent l'actuelle avenue Jean-Rieux, à la hauteur de l'actuelle église Sainte-Thérèse.

### Montaudran site d'origine de l'épopée de l'Aéropostale
Toulouse ne serait pas ce qu'elle est aujourd'hui sans l'aventure vécue par les pionniers de Montaudran. Jusque-là, l'aviation n'était qu'une des branches du cirque, inventée par le Muretain Clément Ader le 9 octobre 1890. Quelques farfelus construisaient de drôles de machines et se mesuraient dans des meetings aériens. Marcel Chambenois, par exemple, qui va passer avec son avion sous le pont Saint-Pierre à Toulouse, participer à un meeting aérien en 1912 à Mérignac et mourra dans un autre meeting aérien dans l'Ariège en 1913.
À l'origine, à l'époque où la maison Latécoère est devenue une société anonyme, les usines de Montaudran y fabriquaient 10 wagons par jour.
C'est à Montaudran, en effet, que l'industriel Pierre-Georges Latécoère, spécialisé jusqu'alors dans la fabrication de wagons de chemin de fer, va créer en 1917 la première usine de construction aéronautique de Toulouse, à la demande du gouvernement français. Avec l'aide de l'ingénieur Émile Dewoitine, il va construire des avions pour le front.
Après la guerre, il aura le génie de concevoir des lignes aériennes qui porteront le courrier
– au Maroc (Rabat en 1919, Casablanca, Cap Juby) ;
–  à Alger ;
– Saint-Louis-du-Sénégal, Dakar en 1923 ;
–  traversée de l'Atlantique en 1927 à partir des îles, Rio de Janeiro, Buenos Aires et Santiago du Chili.
Le 12 mai 1930, Jean Mermoz réussit la traversée de l'Atlantique Sud en hydravion.
C'est des pistes de l'aérodrome de Montaudran que s'envolent les pionniers de l'Aéropostale.
L'héroïsme de Didier Daurat,  Jean Mermoz, Henri Guillaumet, Antoine de Saint-Exupéry, Paul Vachet et tant d'autres permettent à Montaudran d'entrer dans les livres d'histoire et à Toulouse de devenir une importante métropole européenne à la pointe de la technologie.
Le terrain de Montaudran est ensuite vendu par Pierre-Georges Latécoère à l'industriel Louis Charles Breguet, qui revend lui-même ses usines à Marcel Dassault. Le terrain est finalement vendu à Air France Industrie, pour assurer la maintenance de ses appareils.

### Le bombardement du 6 avril 1944
Le 6 avril 1944, les terrains et usines d'aviation de Blagnac et Montaudran sont bombardés par les Alliés. Il y a des victimes et des dégâts collatéraux dans le quartier : maisons, vitraux de l'église… L'école du quartier est détruite.
Une voie publique du quartier de Montaudran porte le nom de "Cité du 6 Avril 1944".

### L'aérodrome
(Désaffecté depuis le 1er janvier 2004)

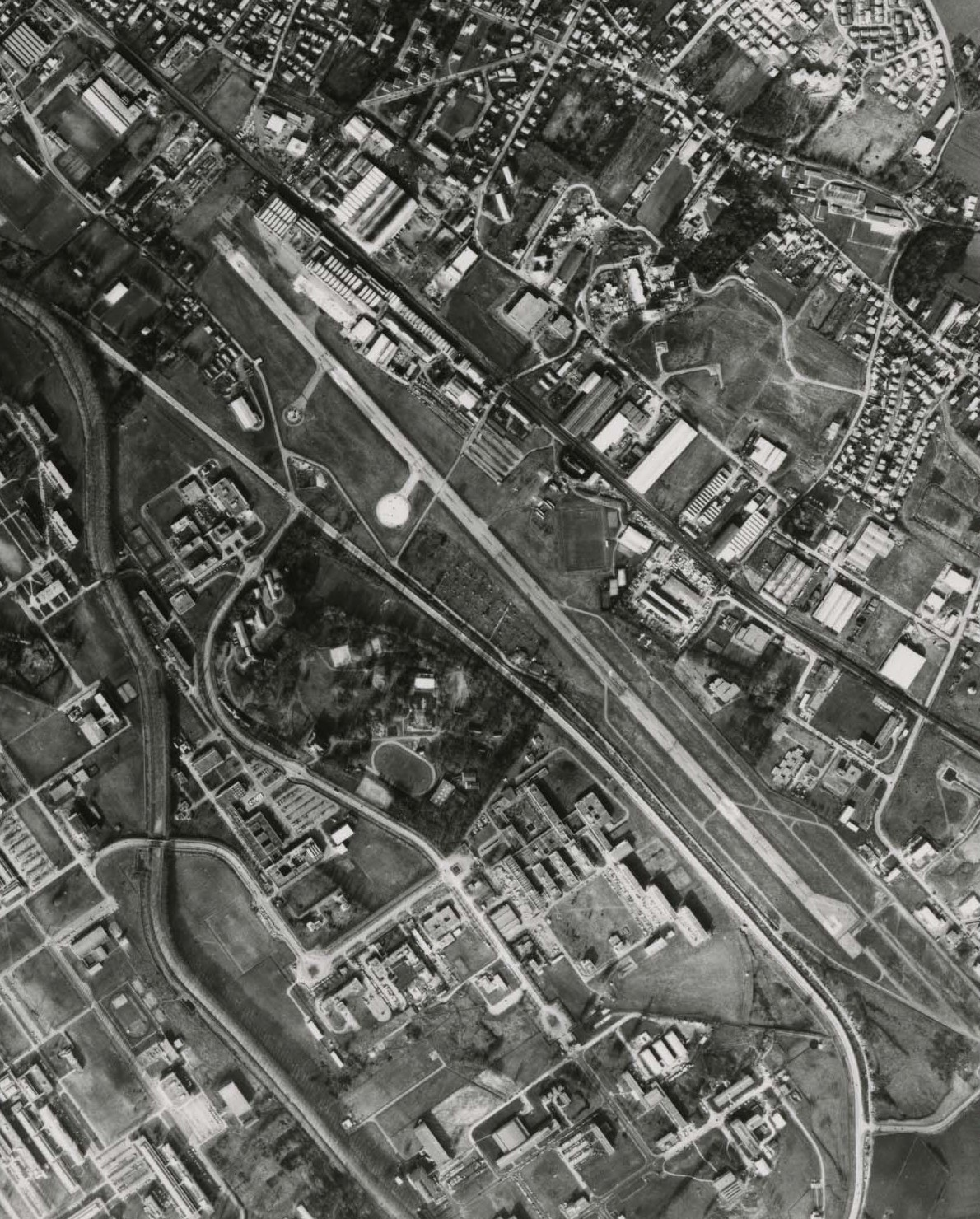
Vue aérienne de l'aéroport et ses alentours en 1977.

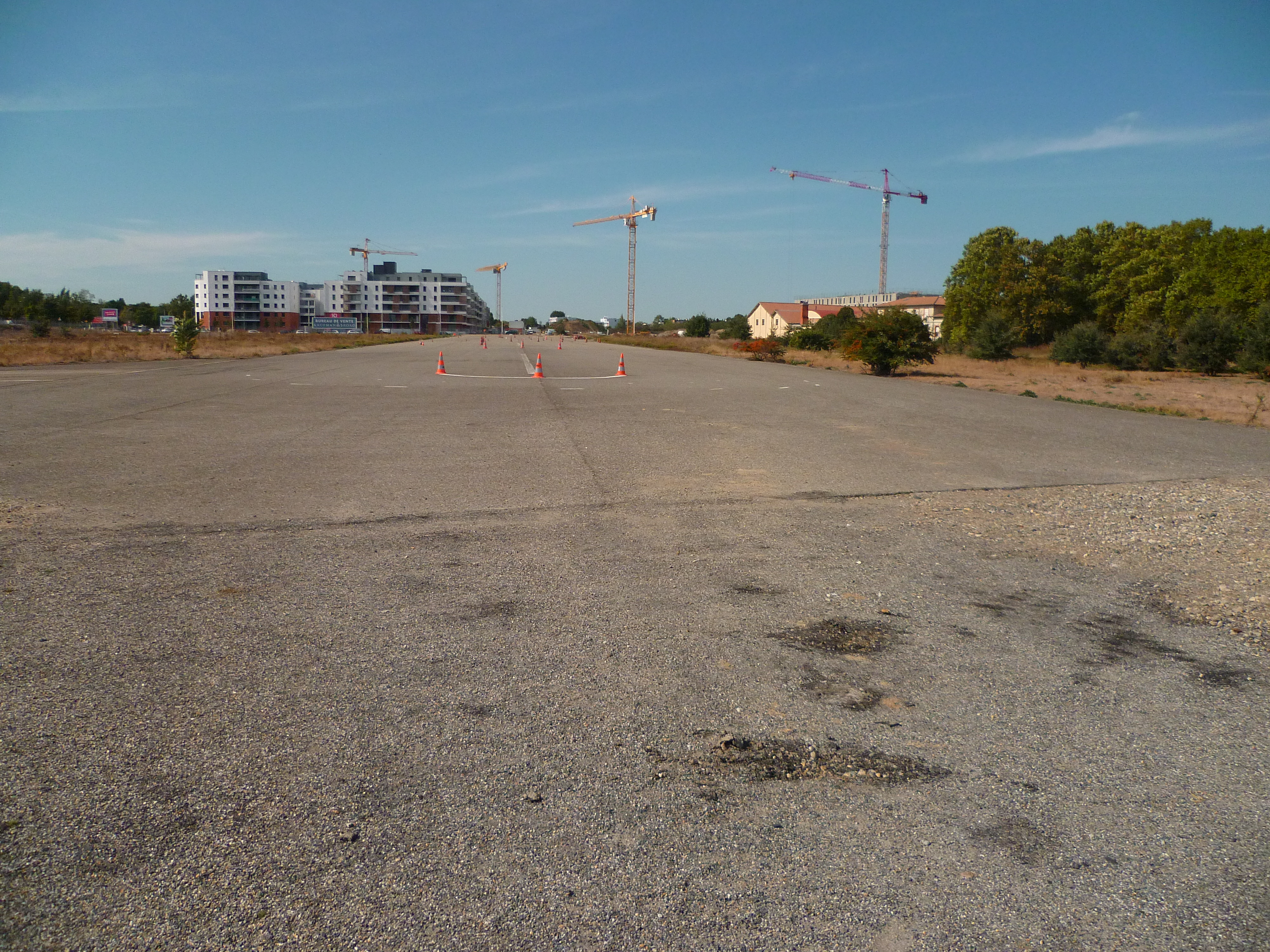
La piste de l'aérodrome en 2010

La piste de cet aérodrome, traversée par une route, le chemin Carrosse, est située légèrement à l'ouest de la voie ferrée Toulouse - Narbonne et parallèlement à celle-ci. Jusqu'aux années 1970, les usines Breguet l'utilisaient comme piste d'envol et d'atterrissage et piste d'essais d'avions à réparer (alors que la construction d'avions s'effectuait déjà à Colomiers). Puis Air France Industries y effectua la maintenance d’avions jusqu'en 2003. Le dernier envol d'un avion date du 18 décembre 2003.

## Lieux et monuments
- Église Saint-Étienne de Montaudran
- Pont-canal des Herbettes (en limite)

## Aménagement urbain

### Écoles
Le quartier comporte deux groupes scolaires :
– à quelque 500 m au nord de l'ancien aérodrome, sur le chemin de Bitet, un groupe de deux écoles primaires (anciennement de garçons et de filles) et une école maternelle portent le nom de l'un des plus fameux pilotes de l'Aéropostale : Henri Guillaumet ;
– dans le quartier Gonin, sur l'impasse Gaston-Genin, sont également établies depuis le début des années 1980 une école primaire et une école maternelle, appelées écoles de Montaudran.

### Urbanisme
Ce quartier est en pleine mutation urbaine. L'ancienne piste a vocation à devenir piétonne et cycliste ; elle est agrémentée d'espaces verts, les Jardins de la Ligne, qui sont inaugurés en 2019, ainsi que de bancs et d'espaces de repos. Les logements déjà construits dans la parties nord de la ZAC sont suivis par le projet Toulouse Aerospace porté par Toulouse Métropole, autour de l'ancienne piste d'aviation entre la voie de chemin de fer et le périphérique ouest. On souhaite bâtir ainsi le campus le plus performant d'Europe dans le domaine de l'aéronautique, de l'espace et des systèmes embarqués ; on devrait construire également un véritable nouveau quartier moderne composé de commerces, d'habitations et d'équipements publics. Dans ce quartier résolument tourné vers l'avenir devraient venir s'implanter des entreprises de haute technologie portées principalement sur l'aéronautique et le spatial.
Montaudran accueillera en 2028 probablement deux stations (Montaudran Gare - Piste des Géants et Aerospace Campus) de la 3e ligne de métro  (Labège - Toulouse - Colomiers) (Ligne C du métro de Toulouse), avec une correspondance au téléphérique urbain sud de Toulouse si prolongement de la ligne.
Sous le nom de « piste des Géants », on réhabilite les anciens bâtiments historiques de l'aérodrome de Montaudran, en particulier le château Petit Espinet-Raynal, pour créer un musée à la gloire des pionniers de l'épopée des Lignes Latécoère et de l'Aéropostale, ainsi que du passé industriel d'Air France.
Dans ce contexte, la Halle de La Machine, portée par le groupe artistique de François Delarozière, a pris ses quartiers au sein de ce nouvel ensemble urbain.

## Vie culturelle et associative

### Sports et culture
L'ASCM, Association sportive et culturelle de Montaudran, anime le quartier de Montaudran depuis 1982. Créée à l’initiative des habitants du quartier, elle est entièrement gérée par des bénévoles et compte plus de 1 700 adhérents, adultes et enfants.
Elle compte 16 sections sportives (cirque, danse, football, gymnastique, marche, natation, pétanque, rugby, tennis de table...)  et 13 sections culturelles (anglais, atelier mémoire, atelier œnologie, bande dessinée, cyber séniors, dentelle-broderie, dessin-peinture, loisirs adultes, musique, scrabble, sophrologie, théâtre adultes et théâtre jeunes).
L'école de foot compte plus de 200 licenciés et a ouvert une section destinée aux jeunes féminines en septembre 2019. Réputé pour sa formation et sa convivialité, l'école de football accueille les enfants à partir de 5 ans. Son stade et son siège social se situent impasse Gaston Genin.
L'école de musique réunit une centaine de membres, qui peuvent s'initier ou se perfectionner au piano, à la guitare ou à la batterie.
Désormais séparée de l'ASCM, l'école de rugby à XV, Toulouse Montaudran Rugby qui comptait 350 enfants en 2014, arbore sur son emblème un renard et une étoile en hommage au Petit Prince d'Antoine de Saint-Exupéry et à l'aventure de l'Aéropostale née à quelques mètres de son stade. École partenaire du Stade Toulousain, elle a formé des joueurs professionnels comme Xavier Garbajosa et a reçu le renouvellement du label Fédération française en novembre 2014. Elle faisait partie des tout premiers clubs distingués de la région Midi-Pyrénées dès 2008.

## Voies de communications et transports

### Transports en commun
- Gare de Montaudran
  - TER Occitanie
  -   (2028)
  - L8(à proximité directe)
  - 235180

- Aerospace Campus
  -   (2028)
  - 377880

- Ormeau
  -   (2028)
  - L7L8

- Rangueil (à proximité)
  - 2380

### Axes routiers
- Autoroute A620 (rocade ouest) : Accès n°20 (Rangueil) et 21 (Pont des Demoiselles)
- Autoroute A61 (rocade est)  : Accès n°18 (Montaudran)